# Józef Sobiech
Józef Sobiech (ur. 7 kwietnia 1888 w Kadzidle, zm. 6 marca 1945 w KL Stutthof) – polski rolnik, działacz niepodległościowy i społeczny, poseł na Sejm I kadencji w II RP z ramienia Związku Ludowo-Narodowego.

## Życiorys

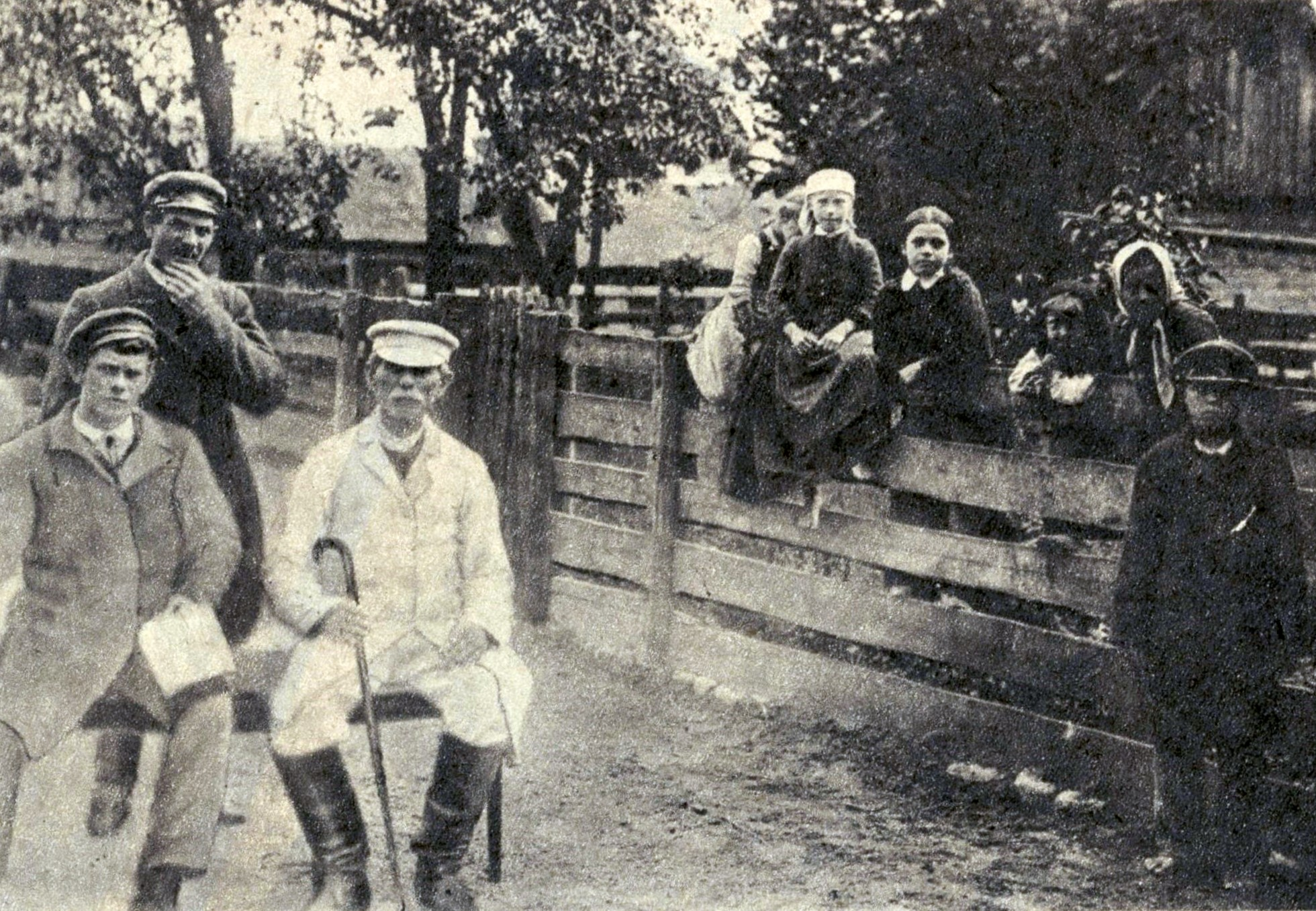
Rodzina Sobiechów z Kadzidla, pierwszy z lewej siedzi poseł na Sejm Józef Sobiech (1888–1945)

Przyszedł na świat wiosną 1888 w rodzinie o patriotycznych tradycjach. Był synem Mateusza i Marianny z Pabichów. Matka pochodziła z Mazur. Gdy miał 5 lat, jego ojciec został aresztowany i zesłany na Sybir. Była to trzyletnia kara za działalność w Narodowej Demokracji.
Uczył się w szkole gminnej w Kadzidle, pracował w rodzinnym gospodarstwie rolnym. Mirosław Grzyb podał, że w latach 1909–1912 Sobiech kształcił się w szkole rolniczej Pszczelin w Brwinowie, zaś monografia parlamentu polskiego w latach 1919–1927 podaje, że szkołę skończył w 1910, podobnie słownik postaci II RP. Naukę umożliwiało mu stypendium ufundowane przez Józefa Psarskiego z Ostrołęki. Poznał wówczas i zaprzyjaźnił się z Adamem Chętnikiem, z którym później wielokrotnie współpracował. Znał też ks. Stanisława Tworkowskiego. Po powrocie z Pszczelina wstąpił do Centralnego Towarzystwa Rolniczego w Ostrołęce. Był sołtysem gromady Kadzidło.
Mirosław Grzyb podał, że Sobiech w 1924 został wybrany posłem Sejmu I kadencji, zaś monografia parlamentu i słownik postaci II RP podają rok 1926 i informację, że Sobiech zastąpił Pawła Romockiego, który został ministrem komunikacji. Sobiech startował z listy nr 8 (Chrześcijański Związek Jedności Narodowej) w okręgu nr 8 (Łomża) objął mandat w trakcie trwania kadencji, 5 lipca 1926. Wstąpił do klubu Związku Ludowo-Narodowego. Posłem był do 1927. Pracował w komisji rolnej i komisji opieki społecznej. Brał udział w akcji wyborczej do Sejmu II kadencji.
Był współzałożycielem i członkiem (z wyboru) Związku Puszczańskiego. Należał do Komisji Wykonawczej związku. W Kadzidle współzałożył straż ogniową (był członkiem jej zarządu), kółko rolnicze (był członkiem zarządu), Kasę Stefczyka i orkiestrę kościelną. Za pieniądze z posagu żony w 1936 otworzył w Myszyńcu sklep łokciowy. Był członkiem zarządu „Rolnika” w Ostrołęce oraz spółdzielczej cegielni w Dylewie, współzakładał Spółkę Melioracyjną działającą w Kadzidle i okolicach. Wspierał zakładanie stowarzyszeń młodzieży wiejskiej.
Reprezentował Kurpiów (wraz z córką i siostrzenicą) na pogrzebie Romana Dmowskiego. 
Interesował się teatrem i literaturą. Grywał w amatorskich teatrach.
Z żoną Rozalią ze Szczecińskich z Olszewki miał siedmioro dzieci. Ślub wzięli w 1916.
Został zadenuncjowany w 1944, aresztowany i osadzony w KL Stutthof, gdzie zmarł.
W 1993 został upamiętniony tablicą przy domu rodzinnym.